# Byhleguhre-Byhlen
Byhleguhre-Byhlen, niedersorbisch Běła Góra-Bělin, ist eine Gemeinde im Landkreis Dahme-Spreewald in Brandenburg. Sie wird vom Amt Lieberose/Oberspreewald mit Sitz in der Gemeinde Straupitz (Spreewald) verwaltet.

## Lage
Die Gemeinde liegt in der Niederlausitz im nördlichen Biosphärenreservat Spreewald, rund 18 Kilometer nordwestlich von Cottbus und 20 Kilometer östlich von Lübben (Spreewald). Östlich des Ortsteils Byhlen beginnt die Lieberoser Heide. Byhleguhre-Byhlen grenzt im Norden an die Gemeinde Spreewaldheide, im Nordosten an Schwielochsee, im Südosten an Schmogrow-Fehrow, im Süden an Burg (Spreewald) und im Westen an Straupitz (Spreewald).

## Gemeindegliederung
Die Gemeinde Byhleguhre-Byhlen gliedert sich in folgende Ortsteile, bewohnte Gemeindeteile und Wohnplätze:
- Byhleguhre (Běła Góra) mit den Gemeindeteilen Am See (Pśi Jazorje), Grobba (Groby), Kaupen (Kupy), Kokainz (1937–1945 Erlenhof;[3] Kokańc), Mühlendorf (Rězaki), Neu-Byhleguhre (Běła Górka) und Siedlung (Sedlišćo) und dem Wohnplatz Rosenhof (Rožowy Dwór)
- Byhlen (Bělin) mit dem Wohnplatz Pintschens Quell (Pintšowe Žrědło)

## Geschichte
Byhleguhre und Byhlen, bis zum Wiener Kongress noch sächsische Dörfer, gehörten nach 1815 zum Kreis Lübben (Spreewald) in der preußischen Provinz Brandenburg und ab 1952 zum Kreis Lübben im DDR-Bezirk Cottbus. Seit 1993 liegen die Orte im brandenburgischen Landkreis Dahme-Spreewald.
Die Gemeinde entstand am 26. Oktober 2003 aus dem freiwilligen Zusammenschluss der bis dahin selbstständigen Gemeinden Byhleguhre (Běła Góra) und Byhlen (Bělin).

### Byhleguhre

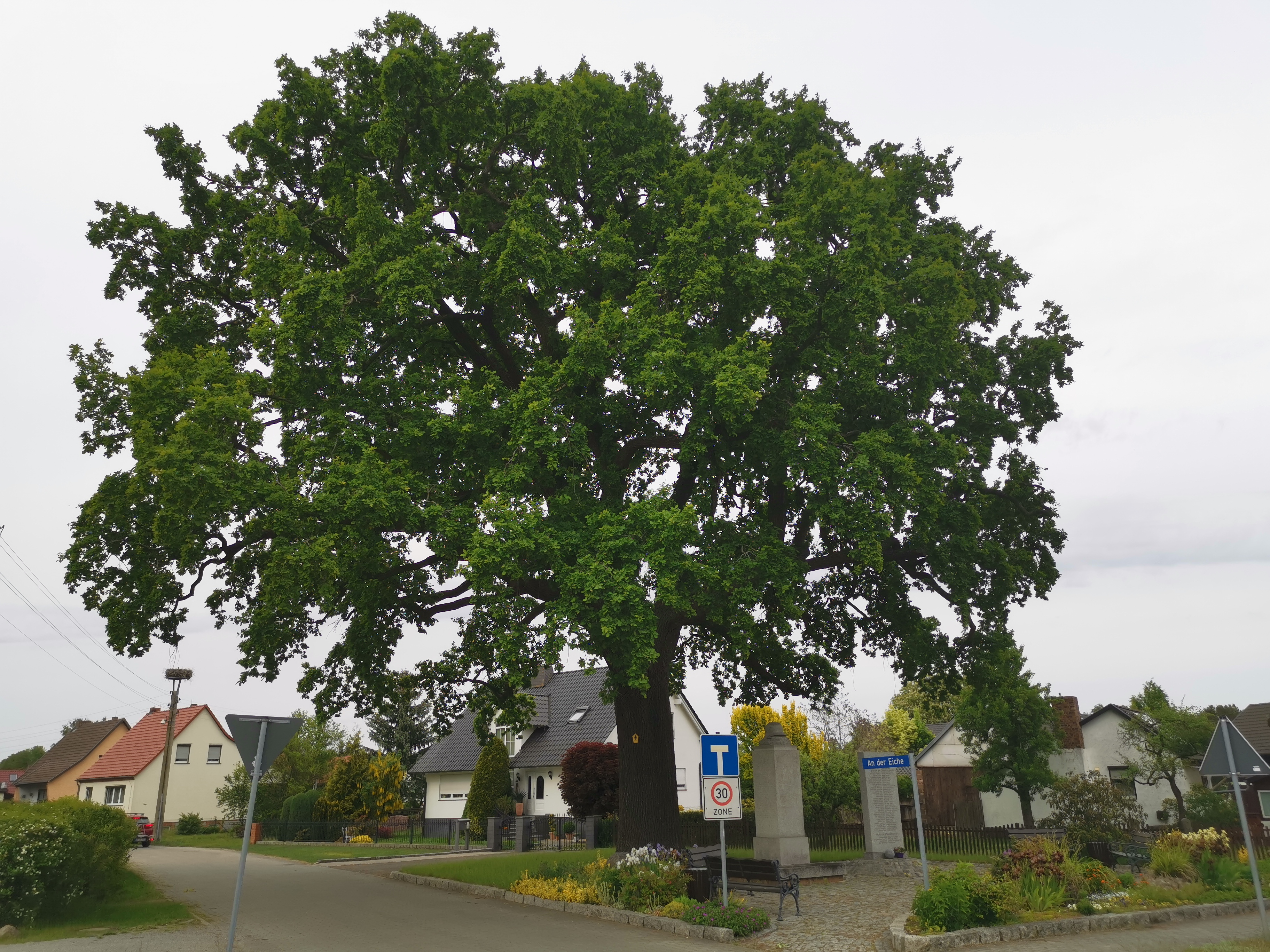
Eiche und Kriegerdenkmal im Ortszentrum von Byhleguhre

Byhleguhre wurde in einer Verkaufsurkunde über die Besitzungen der Herrschaft Lübbenau vom 29. September 1315 als „Belgar“ erstmals urkundlich erwähnt. Der Name kommt aus dem Niedersorbischen und bedeutet Weißer Berg. Byhleguhre soll sich früher in der Nähe dieses Berges befunden haben, brannte jedoch im Juli 1719 fast vollständig nieder. Die Bewohner bauten den Ort an seiner heutigen Stelle wieder auf.
Im Rahmen der ab 1782 gewünschten Ansiedlung von Kolonisten in der Region erfolgte bis zum Ende des 18. Jahrhunderts auf Initiative von Gottlob Carl Wilibald von Houwald die Gründung der Dörfer Mühlendorf und Neu-Byhleguhre. Górka (Hügel) ist hierbei als Kleinform von Góra (Berg) zu deuten. Die für Mühlendorf namensgebende Schneidemühle (Rězak, niedersorbisch für Säge- oder Schneidemühle) ist jedoch schon seit dem 17. Jahrhundert nachweisbar. 1815 ging die Niederlausitz in preußischen Besitz über. In der Zeit des Nationalsozialismus trug Byhleguhre den Namen „Geroburg“, da der Ort mit dem Markgrafen Gero in Verbindung gebracht wurde.
Neu-Byhleguhre und Mühlendorf wurden am 1. Oktober 1938 als Neu-Geroburg und Mühlendorf eingemeindet. Seit Ende des Zweiten Weltkrieges tragen die Orte wieder ihre alten Namen. Der Gemeindeteil Siedlung entstand ab 1947, nachdem die Waldparzelle „Der Blosch“ zur Versiedlung freigegeben wurde. Einige alte Eichen des Blosches blieben als Naturdenkmal an der heutigen Landesstraße 51 erhalten.

### Byhlen

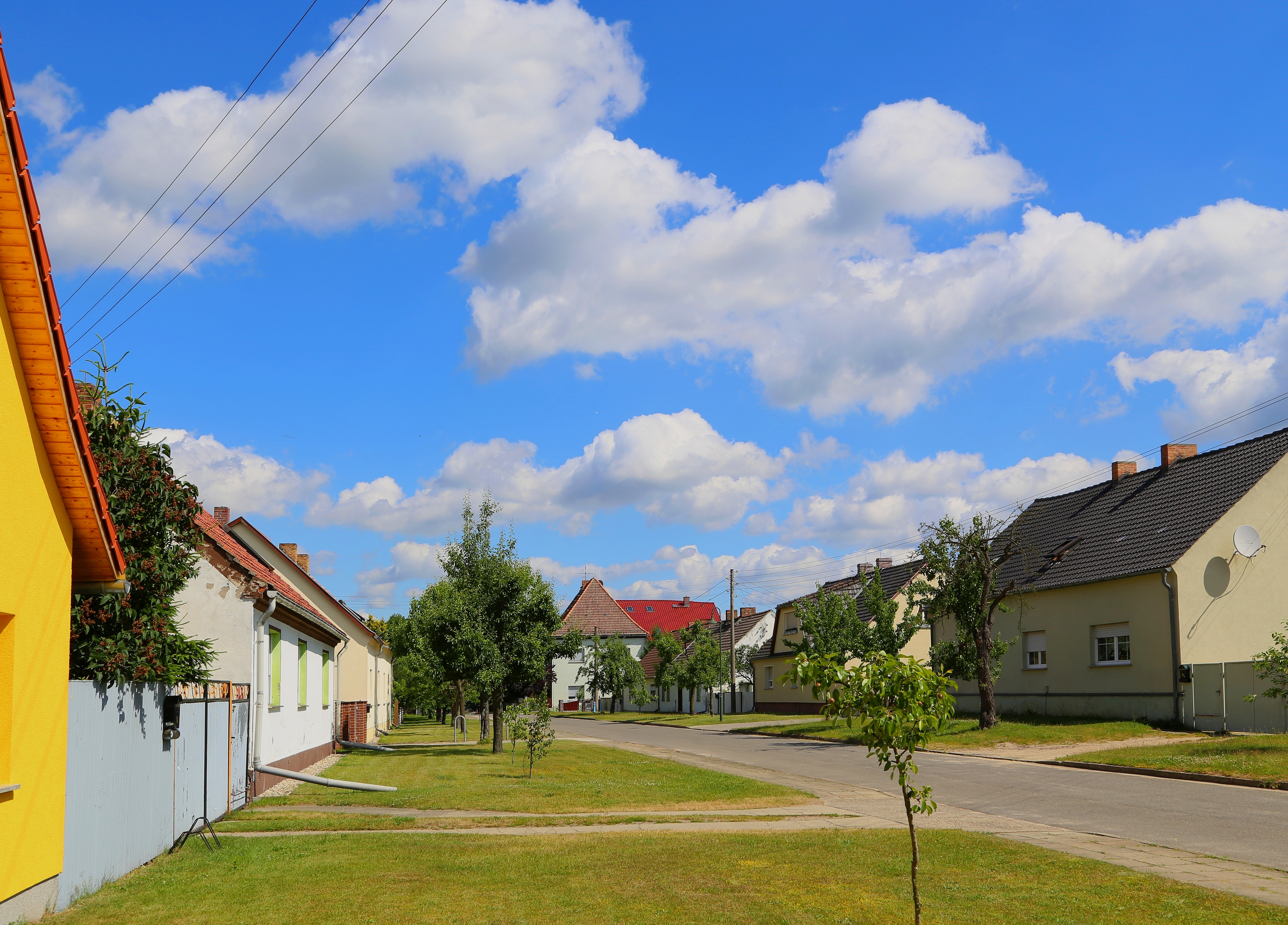
Dorfstraße in Byhlen

Byhlen wurde 1340 erstmals urkundlich erwähnt. Der Name ist vom niedersorbischen Wort běła abgeleitet und bedeutet weißes Dorf. Im Jahre 1447 verkauften die Besitzer von Straupitz, die von Ilows, ihren bis dahin vergrößerten Besitz „Straupitz mit allem Zubehör, nämlich das Dorf Straupitz mit dem Weinberge und Vorwerk, Laasow mit der Mühle daselbst, Mochow, Liebitz, Byhlen und Byhleguhre“ an Kaspar, Heinrich und Franz, Burggrafen und Herren von Dohna. Der Besitz musste jedoch im Oktober 1578 an den Gläubiger Joachim II. von der Schulenburg verkauft werden. Nach einem weiteren Verkauf der Herrschaft im Jahre 1615 an Georg von Wallwitz ging sie schließlich 1655 für 54.137 Reichstaler an Christoph von Houwald über und verblieb bis zum Ende des Zweiten Weltkriegs im Besitz derer von Houwald.
In der Zeit des Nationalsozialismus wurde 1937 der slawisch klingende Ortsname Byhlen in Waldseedorf, der des Byhlener Sees in Houwald-See, umgewandelt. Wie bei Byhleguhre und Neu-Byhleguhre wurden die Umbenennungen nach dem Zweiten Weltkrieg rückgängig gemacht.

## Bevölkerungsentwicklung
| Jahr | Byhleguhre1 | Byhlen |      | Jahr | Byhleguhre- Byhlen |
| ---- | ----------- | ------ | ---- | ---- | ------------------ |
| 1875 | 0811        | 395    | 2003 | 873  |                    |
| 1910 | 0804        | 256    | 2005 | 856  |                    |
| 1939 | 0805        | 350    | 2010 | 807  |                    |
| 1946 | 1230        | 418    | 2015 | 772  |                    |
| 1950 | 1165        | 383    | 2020 | 753  |                    |
| 1971 | 0903        | 256    | 2021 | 753  |                    |
| 1990 | 0703        | 191    | 2022 | 756  |                    |
| 1995 | 0769        | 166    | 2023 | 744  |                    |
| 2000 | 0748        | 149    | 2024 | 741  |                    |
| 2002 | 0725        | 154    |      |      |                    |

Gebietsstand des jeweiligen Jahres, Einwohnerzahl: Stand 31. Dezember (ab 1991), ab 2011 auf Basis des Zensus 2011, ab 2022 auf Basis des Zensus 2022
1 bis 1910 ohne die 1938 eingemeindeten Neu-Byhleguhre und Mühlendorf

## Politik

### Gemeindevertretung
Die Gemeindevertretung von Byhleguhre-Byhlen besteht aus 10 Gemeindevertretern und dem ehrenamtlichen Bürgermeister. Die Kommunalwahl am 9. Juni 2024 führte bei einer Wahlbeteiligung von 74,5 % zu folgendem Ergebnis:
| Partei / Wählergruppe             | Stimmenanteil | Sitze |
| --------------------------------- | ------------- | ----- |
| Zukunft auf dem Lande             | 55,2 %        | 6     |
| Gemeinsam für Byhleguhre-Byhlen   | 23,1 %        | 2     |
| Einzelbewerber Martin Seifert     | 15,2 %        | 1     |
| Einzelbewerberin Anneliese Juckel | 06,6 %        | 1     |

### Bürgermeister
- 2003–2014: Rainer Schloddarick (SPD)[16][17]
- 2014–2019: Jutta Vogel (Die Linke)[18]
- seit 2019: Romeo Buder (parteilos)

Buder wurde in der Bürgermeisterwahl am 9. Juni 2024 ohne Gegenkandidat mit 84,3 % der gültigen Stimmen für eine weitere Amtszeit von fünf Jahren gewählt.

## Sehenswürdigkeiten

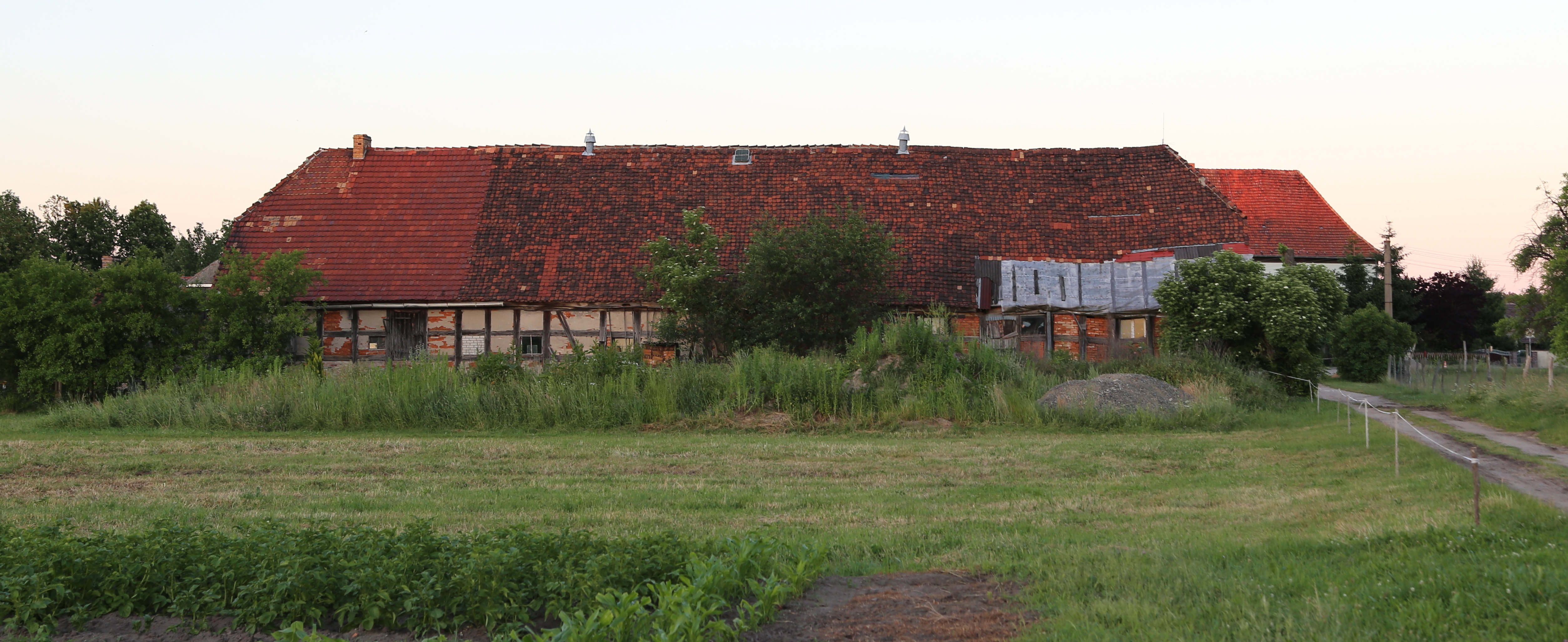
Denkmalgeschützte Scheune in Byhlen

In der Liste der Baudenkmale in Byhleguhre-Byhlen stehen als in der Denkmalliste des Landes Brandenburg eingetragene Baudenkmale ein Ziehbrunnen und eine Stallscheune in Byhlen. In der Liste der Bodendenkmale in Byhleguhre-Byhlen sind die Bodendenkmale aufgeführt.
Auf dem Friedhof befinden sich die Grabanlagen von 10 namentlich bekannten deutschen Soldaten vom April 1945 und ein Gemeinschaftsgrab mit unbekannten Gefallenen.

## Verkehr
Die Landesstraße L 51 zwischen Straupitz und Cottbus durchquert das Gemeindegebiet. Der Ortsteil Byhlen ist von der L 51 über die Kreisstraße K 6108 erreichbar.
Die Bahnhöfe Byhlen und Byhleguhre lagen ab 1898 an der Bahnstrecke Lübben–Straupitz–Cottbus (Spreewaldbahn), die 1970 stillgelegt wurde. Heute sind die Orte an die Buslinien 500, 508 und 509 der Regionalen Verkehrsgesellschaft Dahme-Spreewald angeschlossen.
Der „Leichhardt-Trail“, ein Fuß- und Radwanderweg, der zu den wichtigsten Punkten in Ludwig Leichhardts Jugend führt, durchquert Byhleguhre-Byhlen.

## Persönlichkeiten
- Otto Lukas (1881–1956), Heimatdichter; Schüler in Byhlen und Byhleguhre
- Alfred Jank (* 1929), Häftling in sowjetischen Speziallagern; geboren in Byhleguhre
- Kurt Müller (1938–2022), deutscher Radrennfahrer; gestorben in Byhleguhre
- Erika Kerner (* 1942), deutsche Schauspielerin und Regisseurin; lebt in Byhleguhre
- Hans-Peter Jantzen (* 1944), deutscher Schauspieler; lebt in Byhleguhre